# Agência Europeia de Controlo das Pescas
A Agência Europeia de Controlo das Pescas (AECP) é a agência da União Europeia que coordena as atividades operacionais nacionais na área das pescas e auxilia os Estados-membros na aplicação da Política Comum das Pescas. A agência tem a sua sede oficial em Vigo, na província de Pontevedra, Espanha.

## História
A Agência Comunitária de Controlo das Pescas (ACCP) foi criada nos termos do Regulamento (CE) N.º 768/2005 do Conselho, de 26 de abril de 2005, que entrou em vigor em 10 de junho de 2005, com o objetivo de reforçar a uniformidade e eficácia da legislação relativa à Política Comum das Pescas. O seu Conselho de Administração foi constituído na sua primeira reunião realizada em 1 de fevereiro de 2006. Em 1 de janeiro de 2012, a agência foi renomeada para Agência Europeia de Controlo das Pescas.